# Чёрный Пит

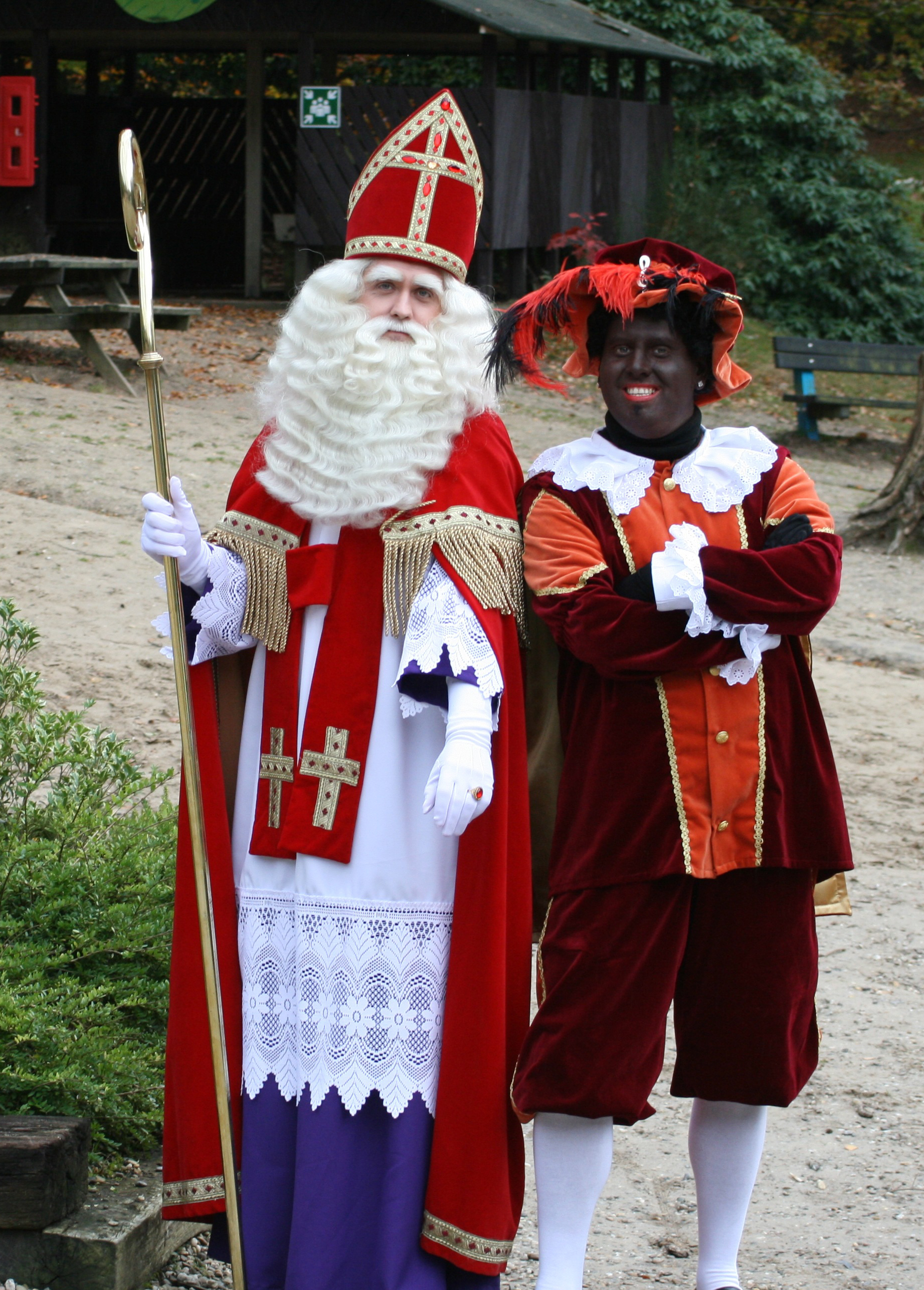
Синтаклаас и Чёрный Пит

Чёрный Пит (нидерл. Zwarte Piet) — помощник Синтаклааса, согласно легендам Нидерландов и Фландрии, доставляющий через трубу подарки послушным детям в День Святого Николая, то есть с 5 на 6 декабря, причём таких помощников у святого много.
Изображается Чёрный Пит с чёрным или коричневым лицом, в шароварах и берете с пером. Также его часто изображают с чёрными кудрявыми волосами, золотыми серьгами и ярко красными губами (блэкфейс). Он носит с собой книжку, куда записаны плохие и хорошие поступки детей. Чёрный Пит приносит детям подарки, но также может выпороть хлыстом тех, кто плохо себя вёл, а некоторых особо провинившихся — увезти в Испанию.

## Традиции
Происхождение персонажа не совсем ясно; скорее всего, он возник вследствие того, что на картинах цари, принёсшие Иисусу дары на Рождество, порой изображались в сопровождении экзотических слуг (на изображениях Святого Николая такие слуги появились в период после падения Гранады), в том числе — мавров. Изначально чёрный слуга у Святого Николая был один, причём он считался не то трубочистом с перемазанным лицом (ведь подарки доставляются через грязные от сажи трубы), не то демоном, которого святой заставил совершать только добрые поступки, не то просто освобождённым Николаем рабом, который из благодарности решил сопровождать святого в его странствиях. Другая гипотеза говорит, что в XVII и XVIII веке европейская аристократия считала шикарным иметь чернокожиx слуг. Так, итальянские мальчики работали в Европе часто как трубочисты. Для своей работы они ползали по дымоходам, пользовались хлыстом и собирали сажу в мешки.
До XVIII века нет никаких источников, которые доказывают, что у Святого Николая был слуга. В 1850 Ян Схенкман (нидерл. Jan Schenkman) написал детскую книгу с картинками ‘’Святой Николай и его Слуга’’ (нидерл. St. Nikolaas en zijn knecht), в которой первый раз появляется слуга Святого Николая (сейчас Синтааклааc). Эта книга является первой настоящей книгой о Синтаклаасе. Таким образом до 1850 г. о Чёрном Пите ещё нет речи. Сначала слуга Синтаклааса не имел в книге никакого имени. Только в 1859, в одной статье y слуги появилось имя Пит (нидерл. Pieter). С того момента слуга Синтаклаасa мгновенно стал популярным. Кроме того, Схенкман придумал, что Синтаклаас приплывает в Голландию и во Фландрию на пароходе из Испании.
Перед реформацией в Нидерландах в XVI веке 6 декабря в Нидерландах праздновали день епископа Святого Николая. После реформации были попытки отмены римско-католического праздника в реформатских протестантских регионах, но этот праздник довольно сильно укоренился. На протяжении многих лет содержание праздника постоянно менялось и меняется до сих пор. Так Святой Николай на лошади, который раздаёт подарки детям стал Синтаклаасом. С XIX века он награждал послушных детей и наказывал непослушных. С того же периода все больше и больше внимания уделяется бедным детям. Потом на протяжении нескольких лет, когда издавались следующие издания первой книги о Синтаклаасе, Чёрный Пит становился более стереотипичным и чётким персонажем. Так в самых первых изданиях книги слуга Святого Николая не носил ещё никакого имени, ни своих типичных шаровар, берета и совсем не казался слугой. Все эти черты появились как раз в позднейших изданиях.
В 1884 Чёрный Пит был уже известным персонажем в Амстердаме. Самая первая фотография с Чёрным Питом появилась 6 декабря 1892 года в журнале ‘Свой Очаг’ (нидерл. Eigen Haard). Синтаклаас и Чёрный Пит посетили в 1891 корабль голландского морского флота в Атлантическом океане.
К 1895 имя Чёрный Пит получило широкое употребление. К концу XIX века на общественных празднованиях стали выступать несколько Чёрных Питов. Ежегодно растёт количество Чёрных слуг Синтаклааса. На торжественной встрече Синтаклааса в Амстердамe в 2013 году участвовало около 600 Чёрных слуг обоих полов, у которых была своя определённая задача, например, упаковка, транспорт, или вручение подарков и конфет. В песнях и рассказах, однако, говорится всё ещё только лишь об одном Чёрном Пите.
В XX векe изображение Чёрного Пита продолжает изменяться. До второй половины XX века Чёрный Пит был болтливым и довольно плохим помощником Синтаклааса. Когда европейцы лучше познакомились с африканскими культурами, он превратился в немножко бестолкового помощника Синтаклааса. У него даже уменьшилось количество серёг.
В XX веке образ Чёрного Пита как страшилища наказывающего детей начал пропадать. Если в XIX веке детям рассказывали, что Чёрный Пит шпионит для Синтаклааса весь год за детьми, послушные ли они или нет, тo в половине XX веке он стал настоящим другом детей. Сейчас Пит разносит и раздаёт мягкие пряники и подарки. У него есть ещё до сих пор свой мешок, но он уже не увозит с собой в нём детей. В мешке он носит маленькие конфетки, которые разбрасывает в толпе.

## Дискуссия
Уже во второй половине XX века возникла дискуссия о его персоне, в которой в основном обсуждался чёрный цвет его кожи. Тот факт, что Чёрный Пит является чернокожим помощником Синтаклааса, считался непристойным явлением дискриминации. В 1981 Суринамско-голландское сообщество начало кампанию «Праздник Синтаклааса без Чёрного Пита». В 1986 году движение «Левый Суринам» безуспешно выступило за праздник Святого Николая без Чёрного Пита. В 1980-х годах Синтаклаас попросил по телевизору Чёрного Пита не брать с собой хлыст, нормально разговаривать и не вести себя по-дурацки.
В 1990-х годах общественное движение «Чёрный Пит — Чёрное Горе» выступило за «разноцветных Чёрных Питов», но эта идея не достигла своей цели. С того момента типичные серьги у Чёрного Пита почти совсем исчезли. B последующие годы другие движения пытались бойкотировать официальные въезды Синтаклааса и Чёрного Пита в разные города, например, в Амстердам или в Гаудy.
В 2013 ООН усмотрела в традиции Чёрного Пита признаки расизма. На взгляд ООН Чёрный Пит помощник Синтаклааса, то есть речь идёт о хозяине Синтаклаасе и его чёрном рабе. По мнению ООН эта традиция оскорбляет африканские народы и способствует стереотипам, что африканцы — это второсортные люди. В 2015 голландские власти вписали праздник Синтaклааса и Чёрного Пита в Национальный инвентарный лист духовного культурного наследия Нидерландов.
Персонаж Чёрного Пита вызывает в обществе также крайние эмоции и мнения. Противники считают, что Чёрный Пит — это чистая форма дискриминации и расизма по отношению к чернокожим и африканской культурe. По их мнению, Чёрный Пит является результатом рабства и европейской колонизации. Сторонники считают Чёрного Пита традицией и частью культуры Нидерландов. По их мнению, Синтaклаас и Чёрный Пит самые лучшие друзья. Чёрный Пит стал чёрным потому что он лазит по дымоходам, и здесь нет никакой связи с рабством. Он даже стал частью политической борьбы в Голландии. Во Фландрии борьба за Чёрного Пита не идёт так сильно, как в Нидерландах, хотя он так же важен для фламандцев, как и для голландцев. Там также есть как противники, так и сторонники Чёрного Пита.